# Бездідово
Безді́дово (рос. Бездедово) — присілок у складі Богородського міського округу Московської області, Росія.

## Населення
Населення — 30 осіб (2010; 84 у 2002).
Національний склад (станом на 2002 рік):
- росіяни — 91 %